# El Tossal (Fígols)
El Tossal és una muntanya de 1.752 metres que es troba al municipi de Fígols, a la comarca catalana del Berguedà. Conforma l'extrem occidental de la serra dels Rasos de Peguera, a tocar de la collada de Peguera, coll que separa la serra de la Serra de Campdevidre. El cim està situat a poc menys d'1 km del poble de Peguera.
Pel seu cim hi passa el sender de petit recorregut o PR, concretament el PR-C 73.